# Петровский, Александр Фёдорович
Александр Фёдорович Петровский (1832—1908/1909) — генерал от кавалерии русской императорской армии.

## Биография
Родился 26 февраля (9 марта) 1832 года. Образование получил в Петровском Полтавском кадетском корпусе (до 1847) и Дворянском полку из которого в 1849 году был выпущен корнетом в Малороссийский 14-й драгунский полк.
В 1851 году был переведён корнетом гвардии в Лейб-гвардии Кирасирский Её Величества полк. В 1853 году — поручик Лейб-гвардии Кирасирского Его Величества полка. В 1863 году дополнительно окончил экстерном Елисаветградское кавалерийское училище и в 1864 году был произведён в полковники. В 1868 году назначен командиром 12-го Белгородского уланского полка.
В генерал-майоры, с назначением командиром 1-й бригады 12-й кавалерийской дивизии, был произведён 27 июля 1875 года; в том же году, 6 октября, был переведён командиром 2-й бригады 11-й кавалерийской дивизии, с которой участвовал в русско-турецкой войне.
В 1880 году был назначен начальником 2-й запасной кавалерийской бригады; 6 мая 1884 года произведён в генерал-лейтенанты.
С 1890 года — начальник 7-й запасной кавалерийской бригады. В 1896 году назначен состоять при военном министре П. С. Ванновском; 6 декабря 1897 года произведён в генералы от кавалерии. В 1906 году был по болезни уволен в отставку с мундиром и пенсией.
Умер 19 декабря 1908 (1 января 1909) года в Санкт-Петербурге.

## Награды
Награды
- Орден Святой Анны 3-й степени  (1860)
- Орден Святого Станислава 2-й степени с Императорской короной (1866)
- Орден Святого Владимира 4-й степени (1870)
- Орден Святой Анны 2-й степени (1867; Императорская корона — 1872)
- Орден Святого Владимира 3-й степени (1874)
- Орден Святого Станислава 1-й степени с мечами (1878)
- Орден Святой Анны 1-й степени с мечами (1879)
- Орден Святого Владимира 2-й степени  (1882)
- Орден Белого орла (1889)
- Орден Святого Александра Невского с бриллиантовыми знаками (1899)
- румынский орден Звезды 3-го кл. (1879)

## Семья
был женат с 5 февраля 1861 года на дочери почётного потомственного гражданина Софье Силовне (Семёновне?) Яковлевой (11.03.1841—06.11.1872). Их дети:
- Фёдор (30.07.1862—?)
- Евгения (25.09.1864—?)
- Сергей (30.10.1865—?)

В начале 1880-х годов женился вторично — на Марии Васильевне Римской-Корсаковой, родителями которой были Василий Васильевич и Селина Фёдоровна (урожд. Росси) Римские-Корсаковы. Их сын:
- Николай (1884—1944) — полковник лейб-гвардии Кирасирского Его Величества полка, герой Первой мировой войны, участник Белого движения.